# 科隆比耶 (卢瓦尔省)
科隆比耶（法語：Colombier，法語發音：[kɔlɔ̃bje] ⓘ）是法国卢瓦尔省的一个市镇，属于圣艾蒂安区。

## 地理
科隆比耶（45°20'16"N, 4°36'0"E）面积17.86 平方千米，位于法国奥弗涅-罗讷-阿尔卑斯大区卢瓦尔省，该省份为法国中南部省份，北起顺时针与索恩-卢瓦尔省、罗讷省、伊泽尔省、阿尔代什省、上盧瓦爾省、多姆山省和阿列省接壤。
与科隆比耶接壤的市镇（或旧市镇、城区）包括：杜瓦济约、拉瓦拉昂日耶、韦拉讷、阿让塔勒堡、格赖、圣阿波利纳尔、圣于连莫兰莫莱特、泰利拉孔布。

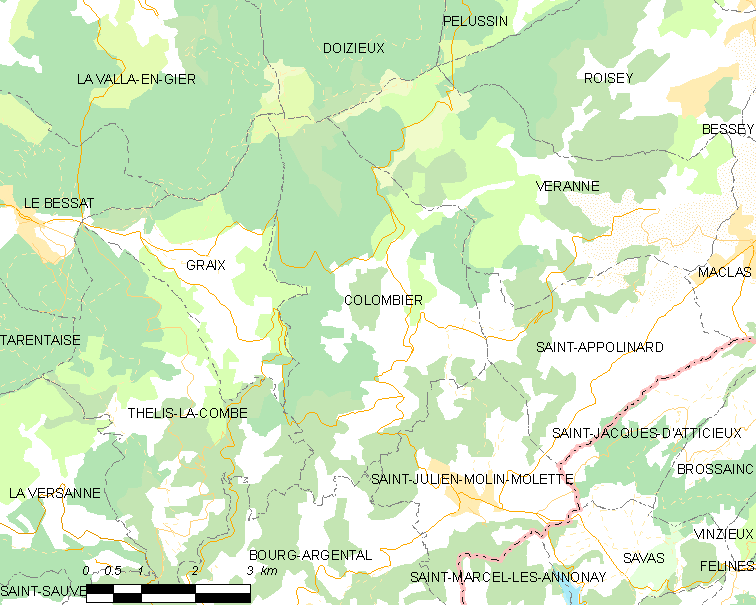
的OSM定位图

科隆比耶的时区为UTC+01:00、UTC+02:00（夏令时）。

## 行政
科隆比耶的邮政编码为42220，INSEE市镇编码为42067。

## 政治
科隆比耶所属的省级选区为勒皮拉县。

## 人口

1962-2008年间人口变化图示

科隆比耶于2022年1月1日时的人口数量为295人。